# Loftus Versfeld Stadium
Le Loftus Versfeld Stadium ou stade Loftus Versfeld est un stade situé à Pretoria en Afrique du Sud.
Il a une capacité de 45 000 spectateurs. C'est le stade attitré des Blue Bulls, évoluant en Currie Cup, qui représentent Pretoria et sa province, mais aussi celui de la franchise des Bulls jouant dans l'United Rugby Championship. Le stade est aussi utilisé par les deux clubs de football du Mamelodi Sundowns et du Supersport United.

## Histoire
Le site est utilisé pour la première fois pour des compétitions sportives en 1906. La première tribune est construite en 1923 et compte 2 000 places. En 1938, Robert Owen Loftus Versfeld, administrateur des sports de la ville et à l'origine du sport de compétition à Pretoria et qui s'est occupé de rugby à XV pendant de nombreuses années, meurt d'une crise cardiaque dans les tribunes du stade. Par la suite, le stade est renommé Loftus Versfeld Stadium en son honneur. Dans les années 90, l'enceinte est utilisée par deux fois pour des compétitions internationales : la coupe du monde de rugby à XV 1995 et la Coupe d'Afrique des nations de football 1996.
Le 11 juin 1998, le stade change de nom pour Minolta Loftus du nom de son sponsor Minolta. Puis, il change de nom et de partenaire par deux fois. Associé à Securicor, il devient le Securicor Loftus le 5 février 2003 puis le Vodacom Stadium du nom de l'opérateur téléphonique Vodacom. Puis le stade retrouve son nom d'origine en le 1er septembre 2005.
Si le stade subit de nombreuses rénovations au cours de son histoire, la plus importante s'achève en 2008 dans le cadre des travaux pour la coupe du monde de football de 2010. Sa capacité est portée à 49 365 pour un coup de 131 millions de rands. Après les travaux, le stade est testé dans sa nouvelle configuration lors de la Coupe des confédérations 2009. La coupe du monde de football est donc la quatrième grande compétition internationale pour laquelle le stade est utilisé. Cinq matchs sont au programme dont un huitième de finale.

## Galerie

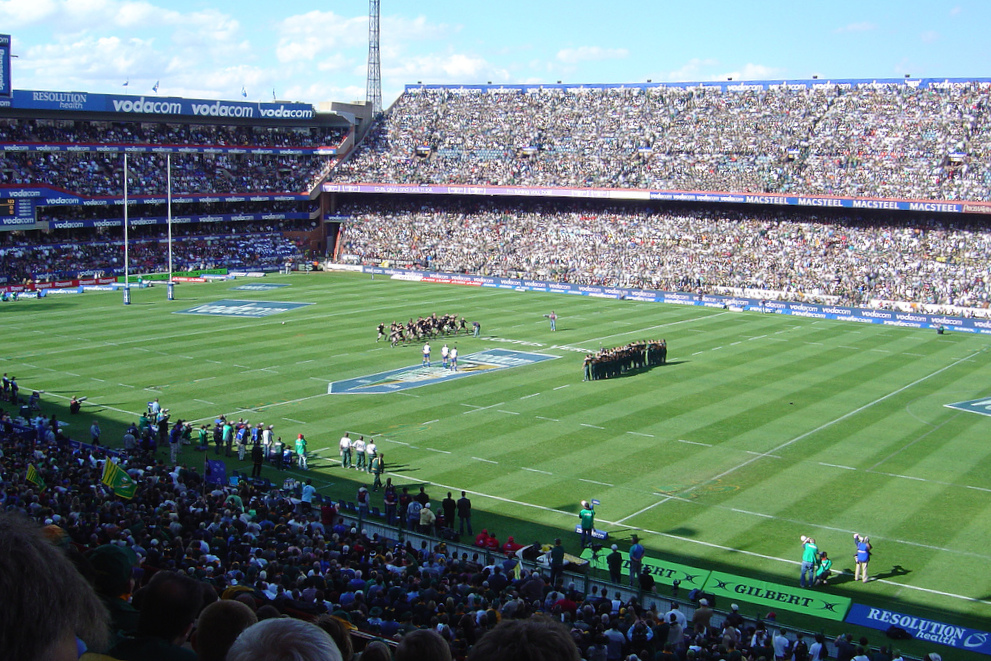
Intérieur
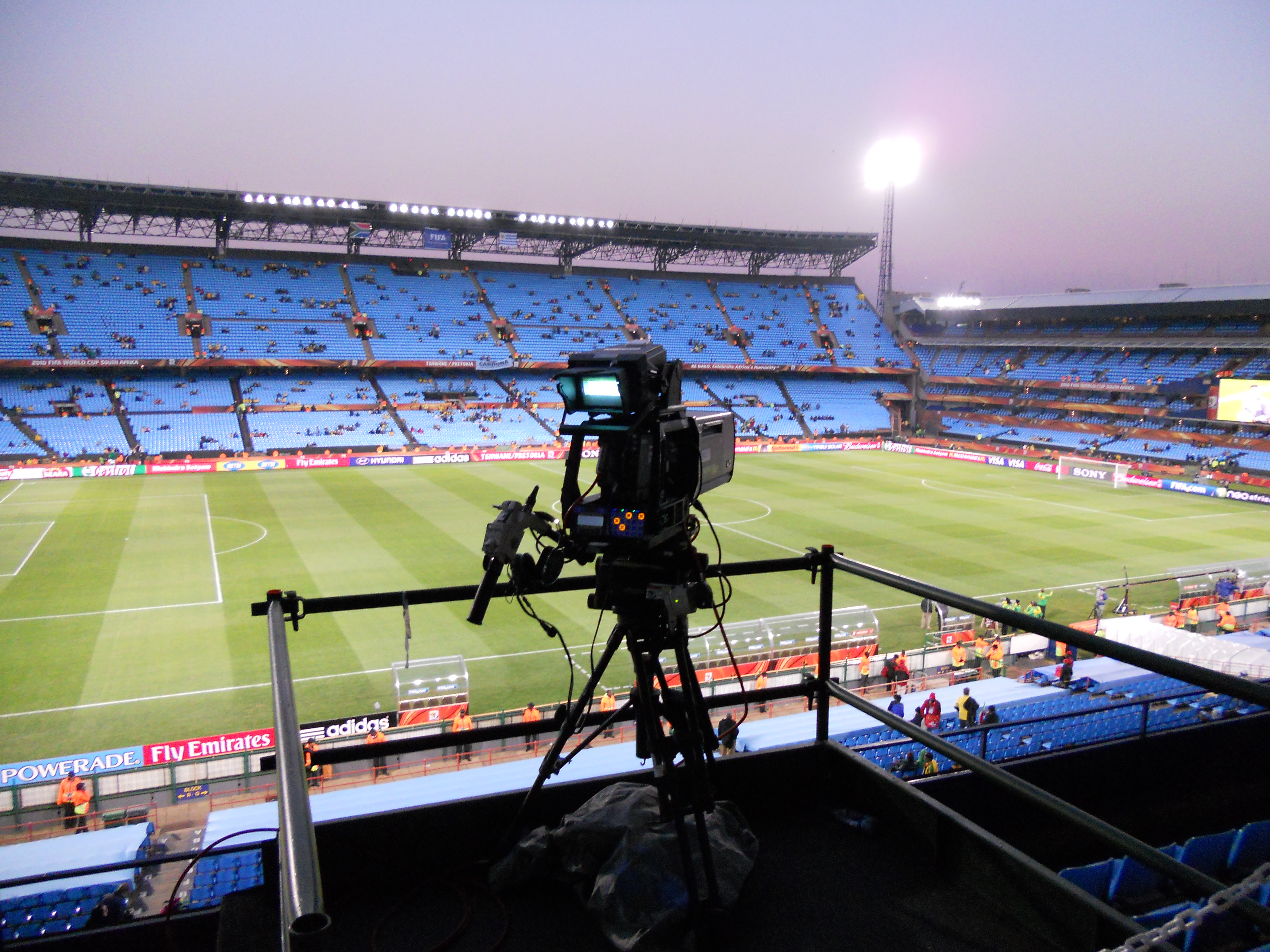
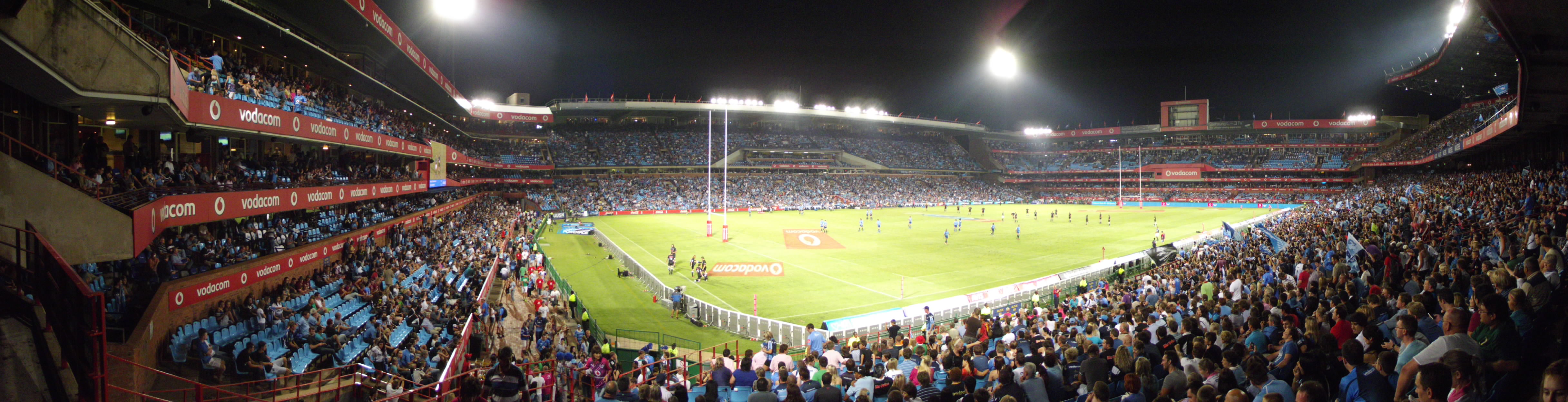